# Wahlkreis Kassel-Stadt II
Der Wahlkreis Kassel-Stadt II (Wahlkreis 4) ist ein hessischer Landtagswahlkreis im Osten der kreisfreien Stadt Kassel. Der Wahlkreis umfasst die Ortsteile Mitte, Südstadt, Rothenditmold, Nord-Holland, Philippinenhof-Warteberg, Fasanenhof, Wesertor, Wolfsanger-Hasenhecke, Bettenhausen, Forstfeld, Waldau, Niederzwehren und Unterneustadt.
Der Wahlkreis gilt als Hochburg der SPD und der Linken, nur bei der Landtagswahl 2003 und der Landtagswahl 2023 konnte der CDU-Kandidat das Direktmandat gewinnen.

## Wahl 2023
| Ergebnis im Wahlkreis Kassel-Stadt II (Wahlkreis 4) bei der Landtagswahl vom 8. Oktober 2023 | Ergebnis im Wahlkreis Kassel-Stadt II (Wahlkreis 4) bei der Landtagswahl vom 8. Oktober 2023 | Ergebnis im Wahlkreis Kassel-Stadt II (Wahlkreis 4) bei der Landtagswahl vom 8. Oktober 2023 | Ergebnis im Wahlkreis Kassel-Stadt II (Wahlkreis 4) bei der Landtagswahl vom 8. Oktober 2023 | Ergebnis im Wahlkreis Kassel-Stadt II (Wahlkreis 4) bei der Landtagswahl vom 8. Oktober 2023 | Ergebnis im Wahlkreis Kassel-Stadt II (Wahlkreis 4) bei der Landtagswahl vom 8. Oktober 2023 |
|                                                                                              |                                                                                              | Wahlkreisstimme                                                                              | Wahlkreisstimme                                                                              | Landesstimme                                                                                 | Landesstimme                                                                                 |
| Anzahl                                                                                       | %                                                                                            | Anzahl                                                                                       | %                                                                                            |                                                                                              |                                                                                              |
| -------------------------------------------------------------------------------------------- | -------------------------------------------------------------------------------------------- | -------------------------------------------------------------------------------------------- | -------------------------------------------------------------------------------------------- | -------------------------------------------------------------------------------------------- | -------------------------------------------------------------------------------------------- |
| Wahlberechtigte                                                                              | Wahlberechtigte                                                                              | 64.835                                                                                       | 64.835                                                                                       | 64.835                                                                                       | 64.835                                                                                       |
| Wähler                                                                                       | Wähler                                                                                       | 33.975                                                                                       | 33.975                                                                                       | 33.975                                                                                       | 52,4 %                                                                                       |
| Ungültige Stimmen                                                                            | Ungültige Stimmen                                                                            | 711                                                                                          | 2,1                                                                                          | 610                                                                                          | 1,8                                                                                          |
| Gültige Stimmen                                                                              | Gültige Stimmen                                                                              | 33.264                                                                                       | 97,9                                                                                         | 33.975                                                                                       | 98,2                                                                                         |
| davon                                                                                        |                                                                                              |                                                                                              |                                                                                              |                                                                                              |                                                                                              |
| Maximilian Bathon                                                                            | CDU                                                                                          | 8.059                                                                                        | 24,2                                                                                         | 7.887                                                                                        | 23,6                                                                                         |
| Julia Herz                                                                                   | GRÜNE                                                                                        | 6.197                                                                                        | 18,6                                                                                         | 5.828                                                                                        | 17,5                                                                                         |
| Esther Kalveram                                                                              | SPD                                                                                          | 6.432                                                                                        | 19,3                                                                                         | 6.114                                                                                        | 18,3                                                                                         |
| Thomas Schenk                                                                                | AfD                                                                                          | 6.114                                                                                        | 18,4                                                                                         | 6.268                                                                                        | 18,8                                                                                         |
| Jürgen Menzel                                                                                | FDP                                                                                          | 1.145                                                                                        | 3,4                                                                                          | 1.223                                                                                        | 3,7                                                                                          |
| Violetta Bock                                                                                | LINKE                                                                                        | 3.838                                                                                        | 11,5                                                                                         | 3.091                                                                                        | 9,3                                                                                          |
| Bastian Gleuel-Löcken                                                                        | Freie Wähler                                                                                 | 1.069                                                                                        | 3,2                                                                                          | 825                                                                                          | 2,5                                                                                          |
|                                                                                              | Tierschutzpartei                                                                             |                                                                                              |                                                                                              | 598                                                                                          | 1,8                                                                                          |
|                                                                                              | Die PARTEI                                                                                   | 479                                                                                          | 1,4                                                                                          |                                                                                              |                                                                                              |
|                                                                                              | Piraten                                                                                      | 126                                                                                          | 0,4                                                                                          |                                                                                              |                                                                                              |
|                                                                                              | ÖDP                                                                                          | 91                                                                                           | 0,3                                                                                          |                                                                                              |                                                                                              |
|                                                                                              | P. f. schulm. Verjf.                                                                         | 15                                                                                           | 0,0                                                                                          |                                                                                              |                                                                                              |
| Nadine Recker                                                                                | V-Partei³                                                                                    | 155                                                                                          | 0,5                                                                                          | 112                                                                                          | 0,3                                                                                          |
|                                                                                              | PdH                                                                                          |                                                                                              |                                                                                              | 58                                                                                           | 0,2                                                                                          |
|                                                                                              | ABG                                                                                          | 36                                                                                           | 0,1                                                                                          |                                                                                              |                                                                                              |
|                                                                                              | APPD                                                                                         | 47                                                                                           | 0,1                                                                                          |                                                                                              |                                                                                              |
| Thomas Köhler                                                                                | Basis                                                                                        | 168                                                                                          | 0,5                                                                                          | 137                                                                                          | 0,4                                                                                          |
|                                                                                              | DKP                                                                                          |                                                                                              |                                                                                              | 74                                                                                           | 0,2                                                                                          |
|                                                                                              | DIE NEUE MITTE                                                                               | 15                                                                                           | 0,0                                                                                          |                                                                                              |                                                                                              |
|                                                                                              | Volt                                                                                         | 269                                                                                          | 0,8                                                                                          |                                                                                              |                                                                                              |
|                                                                                              | Klimaliste                                                                                   | 72                                                                                           | 0,2                                                                                          |                                                                                              |                                                                                              |
| Mustfa Saleh                                                                                 | Solibew                                                                                      | 87                                                                                           | 0,3                                                                                          |                                                                                              |                                                                                              |

Neben dem erstmals gewählten Direktkandidaten Maximilian Bathon (CDU), der seiner Partei erstmals seit 2003 den Wahlkreis sichern konnte, wurde die SPD-Kandidatin Esther Kalveram, die 2021 in den Landtag nachgerückt war, über die Landesliste ihrer Partei gewählt.

## Wahl 2018
| Gegenstand der Nachweisung | Gegenstand der Nachweisung    | Wahlkreis- stimmen | Wahlkreis- stimmen | Landes- stimmen | Landes- stimmen |
| Kreiswahlbewerber/in       | Partei                        | Anzahl             | %                  | Anzahl          | %               |
| -------------------------- | ----------------------------- | ------------------ | ------------------ | --------------- | --------------- |
| Wahlberechtigte            | Wahlberechtigte               | 68.040             | 100,0              | 68.040          | 100,0           |
| Wähler                     | Wähler                        | 37.614             | 55,3               | 37.614          | 55,3            |
| Ungültige Stimmen          | Ungültige Stimmen             | 960                | 2,6                | 908             | 2,4             |
| Gültige Stimmen            | Gültige Stimmen               | 36.654             | 100,0              | 36.706          | 100,0           |
| davon                      |                               |                    |                    |                 |                 |
| Jörg Hildebrandt           | CDU                           | 6.698              | 18,3               | 6.665           | 18.2            |
| Wolfgang Decker            | SPD                           | 9.753              | 26,6               | 8.296           | 22,6            |
| Karin Müller               | GRÜNE                         | 7.520              | 20,5               | 7.866           | 21,4            |
| Violetta Bock              | LINKE                         | 4.349              | 11,9               | 4.584           | 12,5            |
| Christian Kuschel          | FDP                           | 1,805              | 4,9                | 1.989           | 5,4             |
| Thomas Materner            | AfD                           | 4.564              | 12,5               | 4.709           | 12,8            |
| Christian Hachmann         | PIRATEN                       | 428                | 1,2                | 314             | 0,9             |
| Vera Gleuel                | FREIE WÄHLER                  | 1.024              | 2,8                | 832             | 2,3             |
| –                          | NPD                           | x                  | x                  | 51              | 0,1             |
| Luna Schon                 | Die PARTEI                    | 515                | 1,4                | 341             | 0,9             |
| –                          | ÖDP                           | x                  | x                  | 122             | 0,3             |
| –                          | Die Grauen                    | x                  | x                  | 72              | 0,2             |
| –                          | BüSo                          | x                  | x                  | 5               | 0,0             |
| –                          | AD-Demokraten                 | x                  | x                  | 177             | 0,5             |
| –                          | Bündnis C                     | x                  | x                  | 64              | 0,2             |
| –                          | BGE                           | x                  | x                  | 83              | 0,2             |
| –                          | Die Violetten                 | x                  | x                  | 31              | 0,1             |
| –                          | Liberal-Konservative Reformer | x                  | x                  | 10              | 0,1             |
| –                          | Menschliche Welt              | x                  | x                  | 25              | 0,1             |
| –                          | Die Humanisten                | x                  | x                  | 50              | 0,1             |
| –                          | Gesundheitsforschung          | x                  | x                  | 45              | 0,1             |
| –                          | Tierschutzpartei              | x                  | x                  | 316             | 0,9             |
| –                          | V-Partei³                     | x                  | x                  | 59              | 0,2             |

Neben dem bereits zum vierten Mal direkt gewählten Wahlkreisabgeordneten Wolfgang Decker (SPD) wurde die Grünen-Kandidaten Karin Müller über die Landesliste ihrer Partei gewählt. Nachdem Decker sein Mandat niedergelegt hatte, übernahm die Ersatzkandidatin der SPD, Esther Kalveram, am 1. Juli 2021 das Mandat im Landtag.

## Wahl 2013
Kurz nach Schließung der Wahllokale wurde bekannt, dass bis zu 299 Wahlzettel falsch ausgefüllt wurden. Im Wahlkreis Kassel-Ost waren versehentlich die Stimmzettel aus dem Wahlkreis Kassel-West an die Wähler ausgegeben worden. Die Erststimmen dieser Wahlzettel wurden für ungültig erklärt, teilte der Kreiswahlleiter mit.
| Gegenstand der Nachweisung | Gegenstand der Nachweisung | Wahlkreis- stimmen | Wahlkreis- stimmen | Landes- stimmen | Landes- stimmen |
| Kreiswahlbewerber/in       | Partei                     | Anzahl             | %                  | Anzahl          | %               |
| -------------------------- | -------------------------- | ------------------ | ------------------ | --------------- | --------------- |
| Wahlberechtigte            | Wahlberechtigte            | 70.318             | 100,0              | 70.318          | 100,0           |
| Wähler                     | Wähler                     | 43.724             | 62,2               | 43.724          | 62,2            |
| Ungültige Stimmen          | Ungültige Stimmen          | 1.490              | 3,4                | 1.180           | 2,7             |
| Gültige Stimmen            | Gültige Stimmen            | 42.234             | 100,0              | 42.544          | 100,0           |
| davon                      |                            |                    |                    |                 |                 |
| Jörg Hildebrandt           | CDU                        | 12.822             | 30,4               | 11.840          | 27,8            |
| Wolfgang Decker            | SPD                        | 17.543             | 41,5               | 15.428          | 36,3            |
| Andreas Ernst              | FDP                        | 774                | 1,8                | 1.200           | 2,8             |
| Gernot Rönz                | GRÜNE                      | 4.387              | 10,4               | 5.586           | 13,1            |
| Marjana Schott             | LINKE                      | 4.294              | 10,2               | 4.248           | 10,0            |
| Vera Gleuel                | FREIE WÄHLER               | 777                | 1,8                | 391             | 0,9             |
|                            | NPD                        | x                  | x                  | 416             | 1,0             |
|                            | REP                        | x                  | x                  | 72              | 0,2             |
| Christian Hachmann         | PIRATEN                    | 1.526              | 3,6                | 1.293           | 3,0             |
|                            | BüSo                       | x                  | x                  | 20              | 0,0             |
|                            | ADd                        | x                  | x                  | 58              | 0,1             |
|                            | Die Grauen                 | x                  | x                  | 31              | 0,1             |
|                            | AfD                        | x                  | x                  | 1.563           | 3,7             |
|                            | AVIP                       | x                  | x                  | 20              | 0,0             |
|                            | LUPe                       | x                  | x                  | 8               | 0,0             |
|                            | ÖDP                        | x                  | x                  | 69              | 0,2             |
|                            | Die PARTEI                 | x                  | x                  | 278             | 0,7             |
|                            | PSG                        | x                  | x                  | 23              | 0,1             |

Der Wahlkreis hatte die zweit-niedrigste Wahlbeteiligung aller Wahlkreise. Neben Wolfgang Decker als Gewinner des Direktmandats ist aus dem Wahlkreis noch Mariana Schott über die jeweilige Landesliste in den Landtag eingezogen.

## Wahl 2009
Wahlberechtigt waren 69.010 der rund 100.000 Einwohner des Wahlkreises.
|                   | Partei            | Wahlkreis- stimmen | Wahlkreis- stimmen | Landes- stimmen | Landes- stimmen |
| Anzahl            | Partei            | %                  | Anzahl             | %               |                 |
| ----------------- | ----------------- | ------------------ | ------------------ | --------------- | --------------- |
| Wahlberechtigte   | Wahlberechtigte   | 69.010             | 100,0              | 69.010          | 100,0           |
| Wähler            | Wähler            | 33.844             | 49,0               | 33.844          | 49,0            |
| Ungültige Stimmen | Ungültige Stimmen | 1.420              | 4,2                | 1.270           | 3,8             |
| Gültige Stimmen   | Gültige Stimmen   | 32.424             | 100,0              | 32.574          | 100,0           |
| davon             |                   |                    |                    |                 |                 |
| Jörg Hildebrandt  | CDU               | 9.780              | 30,2               | 9.244           | 28,4            |
| Wolfgang Decker   | SPD               | 12.431             | 38,3               | 10.486          | 32,2            |
| Berthold Theus    | FDP               | 2.878              | 8,9                | 3.625           | 11,1            |
| Karin Müller      | GRÜNE             | 4.183              | 12,9               | 5.175           | 15,9            |
| Marjana Schott    | LINKE             | 2.811              | 8,7                | 2.997           | 9,2             |
|                   | REP               | –                  | –                  | 102             | 0,3             |
|                   | FW                | –                  | –                  | 372             | 1,1             |
| Martin Radtke     | NPD               | 341                | 1,1                | 275             | 0,8             |
|                   | PIRATEN           | –                  | –                  | 236             | 0,7             |
|                   | BüSo              | –                  | –                  | 62              | 0,2             |

Neben Wolfgang Decker als Gewinner des Direktmandats sind aus dem Wahlkreis noch Karin Müller und Marjana Schott über die Landeslisten in den Landtag eingezogen.

## Wahl 2008
|                   | Partei               | Wahlkreis- stimmen | Wahlkreis- stimmen | Landes- stimmen | Landes- stimmen |
| Anzahl            | Partei               | %                  | Anzahl             | %               |                 |
| ----------------- | -------------------- | ------------------ | ------------------ | --------------- | --------------- |
| Wahlberechtigte   | Wahlberechtigte      | 68.593             | 100,0              | 68.593          | 100,0           |
| Wähler            | Wähler               | 35.685             | 52,0               | 35.685          | 52,0            |
| Ungültige Stimmen | Ungültige Stimmen    | 1.253              | 3,5                | 1.013           | 2,8             |
| Gültige Stimmen   | Gültige Stimmen      | 34.432             | 100,0              | 34.672          | 100,0           |
| davon             |                      |                    |                    |                 |                 |
| Jörg Hildebrandt  | CDU                  | 9.277              | 26,9               | 9.001           | 26,0            |
| Wolfgang Decker   | SPD                  | 16.083             | 46,7               | 15.771          | 45,5            |
| Karin Müller      | GRÜNE                | 3.562              | 10,3               | 3.127           | 9,0             |
| Matthias Nölke    | FDP                  | 1.772              | 5,1                | 2.156           | 6,2             |
| Manfred Hock      | REP                  | 410                | 1,2                | 264             | 0,8             |
|                   | Die Tierschutzpartei | –                  | –                  | 229             | 0,7             |
|                   | BüSo                 | –                  | –                  | 21              | 0,1             |
|                   | PSG                  | –                  | –                  | 27              | 0,1             |
|                   | Volksabstimmung      | –                  | –                  | 55              | 0,2             |
|                   | GRAUE                | –                  | –                  | 84              | 0,2             |
| Marjana Schott    | LINKE                | 2.665              | 7,7                | 3.231           | 9,3             |
|                   | Die Violetten        | –                  | –                  | 27              | 0,1             |
|                   | FAMILIE              | –                  | –                  | 103             | 0,3             |
| Bernd W. Häfner   | FREIE WÄHLER         | 371                | 1,1                | 177             | 0,5             |
| David Rose        | NPD                  | 292                | 0,8                | 313             | 0,9             |
|                   | PIRATEN              | –                  | –                  | 68              | 0,2             |
|                   | UB                   | –                  | –                  | 18              | 0,1             |

## Wahl 2003
|                       | Partei               | Wahlkreis- stimmen | Wahlkreis- stimmen | Landes- stimmen | Landes- stimmen |
| Anzahl                | Partei               | %                  | Anzahl             | %               |                 |
| --------------------- | -------------------- | ------------------ | ------------------ | --------------- | --------------- |
| Wahlberechtigte       | Wahlberechtigte      | 67.267             | 100,0              | 67.267          | 100,0           |
| Wähler                | Wähler               | 36.197             | 53,8               | 36.197          | 53,8            |
| Ungültige Stimmen     | Ungültige Stimmen    | 1.031              | 2,8                | 808             | 2,2             |
| Gültige Stimmen       | Gültige Stimmen      | 35.166             | 100,0              | 35.389          | 100,0           |
| davon                 |                      |                    |                    |                 |                 |
| Christoph René Holler | CDU                  | 14.829             | 42,2               | 14.226          | 40,2            |
| Wolfgang Decker       | SPD                  | 13.892             | 39,5               | 13.096          | 37,0            |
| Andreas Jürgens       | GRÜNE                | 4.399              | 12,5               | 4.536           | 12,8            |
| Günter Meise          | FDP                  | 1.690              | 4,8                | 2.167           | 6,1             |
|                       | REP                  | –                  | –                  | 333             | 0,9             |
|                       | Die Tierschutzpartei | –                  | –                  | 308             | 0,9             |
|                       | DIE FRAUEN           | –                  | –                  | 101             | 0,3             |
|                       | PBC                  | –                  | –                  | 60              | 0,2             |
|                       | DKP                  | –                  | –                  | 111             | 0,3             |
|                       | ödp                  | –                  | –                  | 32              | 0,1             |
|                       | BüSo                 | –                  | –                  | 23              | 0,1             |
|                       | FAG Hessen           | –                  | –                  | 58              | 0,2             |
|                       | PSG                  | –                  | –                  | 40              | 0,1             |
|                       | Schill               | –                  | –                  | 298             | 0,8             |
| Eckhard Geitz         | SAV                  | 356                | 1,0                | –               | –               |

## Wahl 1999
|                     | Partei               | Wahlkreis- stimmen | Wahlkreis- stimmen | Landes- stimmen | Landes- stimmen |
| Anzahl              | Partei               | %                  | Anzahl             | %               |                 |
| ------------------- | -------------------- | ------------------ | ------------------ | --------------- | --------------- |
| Wahlberechtigte     | Wahlberechtigte      | 69.180             | 100,0              | 69.180          | 100,0           |
| Wähler              | Wähler               | 41.475             | 60,0               | 41.475          | 60,0            |
| Ungültige Stimmen   | Ungültige Stimmen    | 964                | 2,3                | 776             | 1,9             |
| Gültige Stimmen     | Gültige Stimmen      | 40.511             | 100,0              | 40.699          | 100,0           |
| davon               |                      |                    |                    |                 |                 |
| Aloys Zumbrägel     | CDU                  | 14.611             | 36,1               | 14.279          | 35,1            |
| Barbara Stolterfoht | SPD                  | 20.361             | 50,3               | 19.912          | 48,9            |
| Helga Weber         | GRÜNE                | 3.009              | 7,4                | 3.248           | 8,0             |
| Günter Meise        | F.D.P.               | 1.108              | 2,7                | 1.400           | 3,4             |
| Angelika Auel       | REP                  | 941                | 2,3                | 852             | 2,1             |
|                     | Die Tierschutzpartei | –                  | –                  | 177             | 0,4             |
|                     | DIE FRAUEN           | –                  | –                  | 82              | 0,2             |
|                     | PASS                 | –                  | –                  | 73              | 0,2             |
|                     | DKP                  | –                  | –                  | 83              | 0,2             |
|                     | BüSo                 | –                  | –                  | 8               | 0,0             |
| Siegfried Rudolf    | FWG                  | 405                | 1,0                | 299             | 0,7             |
|                     | PBC                  | –                  | –                  | 47              | 0,1             |
|                     | DHP                  | –                  | –                  | 13              | 0,0             |
|                     | NATURGESETZ          | –                  | –                  | 36              | 0,1             |
|                     | ödp                  | –                  | –                  | 28              | 0,1             |
| Ingeborg Palm       | NPD                  | 76                 | 0,2                | 66              | 0,2             |
|                     | BFB-Die Offensive    | –                  | –                  | 96              | 0,2             |

## Wahl 1995
|                   | Partei            | Wahlkreis- stimmen | Wahlkreis- stimmen | Landes- stimmen | Landes- stimmen |
| Anzahl            | Partei            | %                  | Anzahl             | %               |                 |
| ----------------- | ----------------- | ------------------ | ------------------ | --------------- | --------------- |
| Wahlberechtigte   | Wahlberechtigte   | 72.962             | 100,0              | 72.962          | 100,0           |
| Wähler            | Wähler            | 43.428             | 59,5               | 43.428          | 59,5            |
| Ungültige Stimmen | Ungültige Stimmen | 933                | 2,1                | 930             | 2,1             |
| Gültige Stimmen   | Gültige Stimmen   | 42.495             | 100,0              | 42.498          | 100,0           |
| davon             |                   |                    |                    |                 |                 |
| Lisa Vollmer      | SPD               | 20.201             | 47,5               | 19.357          | 45,5            |
| Aloys Zumbrägel   | CDU               | 14.249             | 33,5               | 13.409          | 31,6            |
| Reinhold Weist    | GRÜNE             | 4.997              | 11,8               | 5.513           | 13,0            |
| Hans-Walter Bumm  | F.D.P.            | 1.600              | 3,8                | 2.499           | 5,9             |
|                   | ÖDP               | –                  | –                  | 34              | 0,1             |
| Helga Kubiak      | GRAUE             | 517                | 1,2                | 374             | 0,9             |
| Bernd-Rüdiger Mey | REP               | 852                | 2,0                | 828             | 1,9             |
|                   | Solidarität       | –                  | –                  | 4               | 0,0             |
|                   | APD               | –                  | –                  | 79              | 0,2             |
|                   | DKP               | –                  | –                  | 55              | 0,1             |
| Ingeborg Palm     | NPD               | 79                 | 0,2                | 63              | 0,1             |
|                   | DHP               | –                  | –                  | 14              | 0,0             |
|                   | f.NEP             | –                  | –                  | 25              | 0,1             |
|                   | NATURGESETZ       | –                  | –                  | 51              | 0,1             |
|                   | BFB               | –                  | –                  | 22              | 0,1             |
|                   | PBC               | –                  | –                  | 67              | 0,2             |
|                   | STATT Partei      | –                  | –                  | 104             | 0,2             |

## Wahl 1991
|                    | Partei            | Wahlkreis- stimmen | Wahlkreis- stimmen | Landes- stimmen | Landes- stimmen |
| Anzahl             | Partei            | %                  | Anzahl             | %               |                 |
| ------------------ | ----------------- | ------------------ | ------------------ | --------------- | --------------- |
| Wahlberechtigte    | Wahlberechtigte   | 72.280             | 100,0              | 72.280          | 100,0           |
| Wähler             | Wähler            | 47.286             | 65,4               | 47.286          | 65,4            |
| Ungültige Stimmen  | Ungültige Stimmen | 1.189              | 2,5                | 751             | 1,6             |
| Gültige Stimmen    | Gültige Stimmen   | 46.097             | 100,0              | 46.535          | 100,0           |
| davon              |                   |                    |                    |                 |                 |
| Aloys Zumbrägel    | CDU               | 14.641             | 31,8               | 13.835          | 29,7            |
| Lisa Vollmer       | SPD               | 24.652             | 53,5               | 24.089          | 51,8            |
| Klaus Peter Freund | GRÜNE             | 4.000              | 8,7                | 4.350           | 9,3             |
| Renate Fricke      | F.D.P.            | 2.804              | 6,1                | 3.010           | 6,5             |
|                    | REP               | –                  | –                  | 782             | 1,7             |
|                    | DIE GRAUEN        | –                  | –                  | 324             | 0,7             |
|                    | ÖDP               | –                  | –                  | 98              | 0,2             |
|                    | PBC               | –                  | –                  | 47              | 0,1             |

## Wahl 1987
|                   | Partei            | Anzahl | %     |
| ----------------- | ----------------- | ------ | ----- |
| Wahlberechtigte   | Wahlberechtigte   | 71.137 | 100,0 |
| Wähler            | Wähler            | 53.817 | 75,7  |
| Ungültige Stimmen | Ungültige Stimmen | 508    | 0,9   |
| Gültige Stimmen   | Gültige Stimmen   | 53.309 | 100,0 |
| davon             |                   |        |       |
| Lisa Vollmer      | SPD               | 28.213 | 52,9  |
| Jochen Lengemann  | CDU               | 16.536 | 31,0  |
| Rainer Manske     | F.D.P.            | 3.192  | 6,0   |
| Marianne Knipping | GRÜNE             | 5.079  | 9,5   |
| Hildegard Diegel  | DKP               | 138    | 0,3   |
| Ellen Mason       | Frauen            | 151    | 0,3   |

## Wahl 1983
|                   | Partei            | Anzahl | %     |
| ----------------- | ----------------- | ------ | ----- |
| Wahlberechtigte   | Wahlberechtigte   | 70.597 | 100,0 |
| Wähler            | Wähler            | 57.481 | 81,4  |
| Ungültige Stimmen | Ungültige Stimmen | 443    | 0,8   |
| Gültige Stimmen   | Gültige Stimmen   | 57.038 | 100,0 |
| davon             |                   |        |       |
| Jochen Lengemann  | CDU               | 15.753 | 27,6  |
| Holger Börner     | SPD               | 34.444 | 60,4  |
| Martina Becker    | GRÜNE             | 3.179  | 5,6   |
| Gerd Rietzel      | F.D.P.            | 3.278  | 5,7   |
| Dieter Seidel     | DKP               | 137    | 0,2   |
| Gerhard Beinhauer | LD                | 190    | 0,3   |
| Wolfgang Meyer    | DS                | 33     | 0,1   |
| Gabriele Carls    | EAP               | 24     | 0,0   |

## Wahl 1982
|                           | Partei            | Anzahl | %     |
| ------------------------- | ----------------- | ------ | ----- |
| Wahlberechtigte           | Wahlberechtigte   | 71.125 | 100,0 |
| Wähler                    | Wähler            | 60.391 | 84,9  |
| Ungültige Stimmen         | Ungültige Stimmen | 478    | 0,8   |
| Gültige Stimmen           | Gültige Stimmen   | 59.913 | 100,0 |
| davon                     |                   |        |       |
| Jochen Lengemann          | CDU               | 20.987 | 35,0  |
| Holger Börner             | SPD               | 33.448 | 55,8  |
| Gerd Rietzel              | F.D.P.            | 1.145  | 1,9   |
| Dieter Seidel             | DKP               | 235    | 0,4   |
| Udo Hecht                 | EAP               | 75     | 0,1   |
| Heinz-Dieter Schlingelhof | GRÜNE             | 4.023  | 6,7   |

## Wahl 1978
|                    | Partei            | Anzahl | %     |
| ------------------ | ----------------- | ------ | ----- |
| Wahlberechtigte    | Wahlberechtigte   | 73.601 | 100,0 |
| Wähler             | Wähler            | 63.485 | 86,3  |
| Ungültige Stimmen  | Ungültige Stimmen | 465    | 0,7   |
| Gültige Stimmen    | Gültige Stimmen   | 63.020 | 100,0 |
| davon              |                   |        |       |
| Jochen Lengemann   | CDU               | 21.585 | 34,3  |
| Holger Börner      | SPD               | 36.247 | 57,5  |
| Barbara Heinscher  | F.D.P.            | 3.415  | 5,4   |
| Heinrich Schröder  | DKP               | 311    | 0,5   |
| Ewald Bracht       | NPD               | 175    | 0,3   |
| Anno Hellenbroich  | EAP               | 8      | 0,0   |
| Bernd Scheidemann  | KBW               | 61     | 0,1   |
| Gerhard Lehnhausen | GAZ               | 575    | 0,9   |
| Karin Henkel       | GLH               | 612    | 1,0   |
| Dietrich Prochnow  | FWG               | 19     | 0,0   |
| Rainer Hülsmeyer   | AVP               | 12     | 0,0   |

## Wahl 1974
|                   | Partei            | Anzahl | %     |
| ----------------- | ----------------- | ------ | ----- |
| Wahlberechtigte   | Wahlberechtigte   | 78.574 | 100,0 |
| Wähler            | Wähler            | 65.647 | 83,5  |
| Ungültige Stimmen | Ungültige Stimmen | 520    | 0,8   |
| Gültige Stimmen   | Gültige Stimmen   | 65.127 | 100,0 |
| davon             |                   |        |       |
| Wilhelm Koch      | SPD               | 36.108 | 55,4  |
| Jochen Lengemann  | CDU               | 22.646 | 34,8  |
| Kurt Schalles     | FDP               | 5.027  | 7,7   |
| Heinrich Schröder | DKP               | 590    | 0,9   |
| Frank Hesse       | KBW               | 94     | 0,1   |
| Hermann Käufler   | NPD               | 478    | 0,7   |
| Wilhelm Frohn     | KPD               | 184    | 0,3   |

## Wahl 1970
|                     | Partei            | Anzahl | %     |
| ------------------- | ----------------- | ------ | ----- |
| Wahlberechtigte     | Wahlberechtigte   | 86.034 | 100,0 |
| Wähler              | Wähler            | 70.035 | 81,4  |
| Ungültige Stimmen   | Ungültige Stimmen | 560    | 0,8   |
| Gültige Stimmen     | Gültige Stimmen   | 69.475 | 100,0 |
| davon               |                   |        |       |
| Wilhelm Koch        | SPD               | 39.552 | 56,9  |
| Jochen Lengemann    | CDU               | 19.859 | 28,6  |
| Klaus Schuchhardt   | FDP               | 7.382  | 10,6  |
| Winfried Klein      | NPD               | 1.356  | 2,0   |
| Willi Belz          | DKP               | 1.125  | 1,6   |
| Reinhold Gleichmann | EP                | 201    | 0,3   |

## Bisherige Wahlkreissieger
Direkt gewählte Abgeordnete des Wahlkreises Kassel-Stadt I waren:
| Jahr | Wahlkreisname                 | Gebiet | Direktkandidat        | Partei | Stimmen in % |
| ---- | ----------------------------- | --- | --------------------- | ------ | ------------ |
| 2023 | Wahlkreis 4 – Kassel-Stadt II | die Ortsbezirke 1 Mitte, 2 Südstadt, 10 Rothenditmold, 11 Nord-Holland, 12 Philippinenhof-Warteberg, 13 Fasanenhof, 14 Wesertor, 15 Wolfsanger, 16 Bettenhausen, 17 Forstfeld, 18 Waldau, 19 Niederzwehren, 23 Unterneustadt der kreisfreien Stadt Kassel | Maximilian Bathon     | CDU    | 24,2         |
| 2018 | Wahlkreis 4 – Kassel-Stadt II | die Ortsbezirke 1 Mitte, 2 Südstadt, 10 Rothenditmold, 11 Nord-Holland, 12 Philippinenhof-Warteberg, 13 Fasanenhof, 14 Wesertor, 15 Wolfsanger, 16 Bettenhausen, 17 Forstfeld, 18 Waldau, 19 Niederzwehren, 23 Unterneustadt der kreisfreien Stadt Kassel | Wolfgang Decker       | SPD    | 26,6         |
| 2013 | Wahlkreis 4 – Kassel-Stadt II | die Ortsbezirke 1 Mitte, 2 Südstadt, 10 Rothenditmold, 11 Nord-Holland, 12 Philippinenhof-Warteberg, 13 Fasanenhof, 14 Wesertor, 15 Wolfsanger, 16 Bettenhausen, 17 Forstfeld, 18 Waldau, 19 Niederzwehren, 23 Unterneustadt der kreisfreien Stadt Kassel | Wolfgang Decker       | SPD    | 41,5         |
| 2009 | Wahlkreis 4 – Kassel-Stadt II | die Ortsbezirke 1 Mitte, 2 Südstadt, 10 Rothenditmold, 11 Nord-Holland, 12 Philippinenhof-Warteberg, 13 Fasanenhof, 14 Wesertor, 15 Wolfsanger, 16 Bettenhausen, 17 Forstfeld, 18 Waldau, 19 Niederzwehren, 23 Unterneustadt der kreisfreien Stadt Kassel | Wolfgang Decker       | SPD    | 38,3         |
| 2008 | Wahlkreis 4 – Kassel-Stadt II | die Ortsbezirke 1 Mitte, 2 Südstadt, 10 Rothenditmold, 11 Nord-Holland, 12 Philippinenhof-Warteberg, 13 Fasanenhof, 14 Wesertor, 15 Wolfsanger, 16 Bettenhausen, 17 Forstfeld, 18 Waldau, 19 Niederzwehren, 23 Unterneustadt der kreisfreien Stadt Kassel | Wolfgang Decker       | SPD    | 46,7         |
| 2003 | Wahlkreis 4 – Kassel-Stadt II | die Ortsbezirke 1 Mitte, 2 Südstadt, 10 Rothenditmold, 11 Nord-Holland, 12 Philippinenhof-Warteberg, 13 Fasanenhof, 14 Wesertor, 15 Wolfsanger, 16 Bettenhausen, 17 Forstfeld, 18 Waldau, 19 Niederzwehren, 23 Unterneustadt der kreisfreien Stadt Kassel | Christoph René Holler | CDU    | 42,2         |
| 1999 | Wahlkreis 4 – Kassel-Stadt II | die Ortsbezirke 1 Mitte, 2 Südstadt, 10 Rothenditmold, 11 Nord-Holland, 12 Philippinenhof-Warteberg, 13 Fasanenhof, 14 Wesertor, 15 Wolfsanger, 16 Bettenhausen, 17 Forstfeld, 18 Waldau, 19 Niederzwehren, 23 Unterneustadt der kreisfreien Stadt Kassel | Barbara Stolterfoht   | SPD    | 50,3         |
| 1995 | Wahlkreis 4 – Kassel-Stadt II | die Ortsbezirke 1 Mitte, 2 Südstadt, 10 Rothenditmold, 11 Nord-Holland, 12 Philippinenhof-Warteberg, 13 Fasanenhof, 14 Wesertor, 15 Wolfsanger, 16 Bettenhausen, 17 Forstfeld, 18 Waldau, 19 Niederzwehren, 23 Unterneustadt der kreisfreien Stadt Kassel | Lisa Vollmer          | SPD    | 47,5         |
| 1991 | Wahlkreis 4 – Kassel-Stadt II | die Stadtteile 1 Mitte, 5 Nord, 6 Nordost, 7 Ost und das östlich der Main-Weser-Bahn gelegene Gebiet des Stadtteils 8 Süd der kreisfreien Stadt Kassel | Lisa Vollmer          | SPD    | 53,5         |
| 1987 | Wahlkreis 4 – Kassel-Stadt II | die Stadtteile 1 Mitte, 5 Nord, 6 Nordost, 7 Ost und das östlich der Main-Weser-Bahn gelegene Gebiet des Stadtteils 8 Süd der kreisfreien Stadt Kassel | Lisa Vollmer          | SPD    | 52,9         |
| 1983 | Wahlkreis 4 – Kassel-Stadt II | die Stadtteile 1 Mitte, 5 Nord, 6 Nordost, 7 Ost und das östlich der Main-Weser-Bahn gelegene Gebiet des Stadtteils 8 Süd der kreisfreien Stadt Kassel | Holger Börner         | SPD    | 60,4         |
| 1982 | Wahlkreis 5                   | die Stadtteile 1 Mitte, 5 Nord, 6 Nordost, 7 Ost und das östlich der Main-Weser-Bahn gelegene Gebiet des Stadtteils 8 Süd der kreisfreien Stadt Kassel | Holger Börner         | SPD    | 55,8         |
| 1978 | Wahlkreis 5                   | die Stadtteile 1 Mitte, 5 Nord, 6 Nordost, 7 Ost und das östlich der Main-Weser-Bahn gelegene Gebiet des Stadtteils 8 Süd der kreisfreien Stadt Kassel | Holger Börner         | SPD    | 57,5         |
| 1974 | Wahlkreis 5                   | die Stadtteile 1 Mitte, 5 Nord, 6 Nordost, 7 Ost und das östlich der Main-Weser-Bahn gelegene Gebiet des Stadtteils 8 Süd der kreisfreien Stadt Kassel | Wilhelm Koch          | SPD    | 55,4         |
| 1970 | Wahlkreis 5                   | die Stadtteile 1 Mitte, 5 Nord, 6 Nordost, 7 Ost und 8 Süd ohne die Vororte Nordshausen und Oberzwehren der kreisfreien Stadt Kassel | Wilhelm Koch          | SPD    | 56,9         |